# Nasza Ukraina-Ludowa Samoobrona
Nasza Ukraina-Ludowa Samoobrona (ukr. Наша Україна-Народна Самооборона, НУ-НС) – koalicja ukraińskich partii politycznych powołana 5 lipca 2007 celem wspólnego startu w wyznaczonych na 30 września 2007 przedterminowych wyborach parlamentarnych.

## Skład koalicji

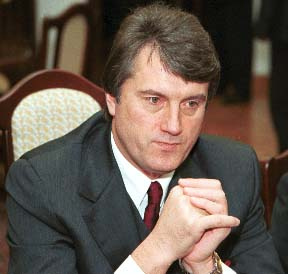
Wiktor Juszczenko, patronujący koalicji

Do bloku, sformowanego ostatecznie na początku sierpnia 2007, weszły następujące ugrupowania:
- Ludowy Związek „Nasza Ukraina”, centroprawicowa partia najbliższych stronników Wiktora Juszczenki, z jej liderem byłym wicepremierem Wjaczesław Kyryłenko;
- Ludowy Ruch Ukrainy, prawicowa formacja byłego ministra spraw zagranicznych Borysa Tarasiuka;
- Ukraińska Partia Ludowa, odłam Ludowego Ruchu Ukrainy, kierowana przez byłego ministra ochrony środowiska Jurija Kostenkę;
- Związek Chrześcijańsko-Demokratyczny, ugrupowanie chadeckie z posłem Wołodymyrem Stretowyczem na czele;
- Ukraińska Partia Republikańska „Zjednoczenie”, kierowana przez Anatolija Matwijenkę, byłego premiera Autonomicznej Republiki Krymu;
- Naprzód, Ukraino!, partia założona pod koniec lat 90., w 2007 formalnie przejęta przez Jurija Łucenkę i jego stronników z Ludowej Samoobrony;
- Partia Obrońców Ojczyzny, byłego deputowanego i jednego z liderów antykuczmowskiej opozycji Jurija Karmazina;
- Europejska Partia Ukrainy, propagująca integrację z Unią Europejską niewielka formacja deputowanego Mykoły Katerynczuka;
- Pora, kierowana przez Władysława Kaśkiwa mała parta założona w 2005 przez młodych uczestników pomarańczowej rewolucji.

Porozumienie z lipca zostało także podpisane przez przedstawiciela Kongresu Ukraińskich Nacjonalistów. Ostatecznie jednak partia Ołeksija Iwczenki nie weszła w skład bloku, jako formalną przyczynę wskazując na plany utworzenia na bazie NU-NS jednolitej partii politycznej po wyborach. Nieoficjalnym powodem był brak zgody na umieszczenie lidera KUN na wspólnej liście wyborczej. Na mandatową pozycję (z puli NUNS) został natomiast wpisany wiceprezes kongresu Jewhen Hirnyk (wykluczony za to z partii).
W połowie sierpnia odbył się zjazd Pory, który uchwalił wyjście z NU-LS i wystawienie własnej listy, zarejestrowanej przez Centralną Komisję Wyborczą. Decyzję taką podjęto wbrew przewodniczącemu partii, który pozostał na liście bloku (na praktycznie gwarantującym mandat miejscu w czwartej dziesiątce kandydatów). Po protestach koalicji rejestrację listy Pory unieważniono, uznając decyzję o wyjściu z bloku za bezprawną.

## Założenia ideowe i programowe
Blok określał się jako centroprawicowy, mimo iż część jego liderów (m.in. Jurij Łucenko) uprzednio działała w partiach lewicowych. W programie wyborczym znalazły się hasła integracji z Unią Europejską i wstąpienia do NATO. Koalicja rozpoczęła też kampanię na rzecz zniesienia immunitetu parlamentarnego.

## Listy wyborcze
Na międzypartyjnym zjeździe z 6 sierpnia 2007 zatwierdzono wyborczą listę koalicji, którą otworzyli Jurij Łucenko i Wjaczesław Kyryłenko. Pozostali liderzy uczestników bloku zajęli mandatowe pozycje: 5. Mykoła Katerynczuk, 11. Borys Tarasiuk, 16. Jurij Kostenko, 22. Anatolij Matwijenko, 25. Wołodymyr Stretowycz, 31. Władysław Kaśkiw, 58. Jurij Karmazin. Na wysokich miejscach znaleźli się też m.in. minister spraw zagranicznych Arsenij Jaceniuk, minister obrony narodowej Anatolij Hrycenko, wokalista grupy Okean Elzy Swiatosław Wakarczuk, były mer Kijowa Ołeksandr Omelczenko, przewodniczący banku centralnego Wołodymyr Stelmach, popularna telewizyjna prezenterka Olha Herasymjuk, były premier Jurij Jechanurow, poseł Mykoła Oniszczuk oraz były przewodniczący Rady Najwyższej Iwan Pluszcz.

## Wybory i dalsza działalność
W wyborach blok uzyskał 14,15% głosów, zajmując 3. miejsce, otrzymując 72 mandaty w 450-osobowej Radzie Najwyższej. Do parlamentu weszło ponad 35 kandydatów NSNU, ponad 15 przedstawicieli Ludowej Samoobrony, NRU i UNP uzyskały po 5-6 mandatów, pozostali koalicjanci wprowadzili po 1 lub 2 posłów. W ciągu kilku tygodni od wyborów NUNS podpisała umowę koalicyjną z Blokiem Julii Tymoszenko. Na jej podstawie przedstawiciel tego ugrupowania Arsenij Jaceniuk objął funkcję przewodniczącego parlamentu, a koalicja przystąpiła do tworzenia nowego rządu.
Po wyznaczeniu przez prezydenta przedterminowych wyborów w 2008 (które nie doszły do skutku) nastąpił faktyczny rozpad bloku, kiedy część partii i polityków (m.in. Jurij Łucenko, Borys Tarasiuk i Anatolij Hrycenko) opowiedziała się za współpracą z BJuT. Formalnie frakcja pod taką nazwą funkcjonowała do końca kadencji.